# سیارک ۱۹۶۵۴۰
سیارک ۱۹۶۵۴۰ (به انگلیسی: 196540 Weinbaum، نامگذاری:2003OW30)۱۹۶۵۴۰مین سیارک کشف شده‌است که در ۳۱ ژوئیه ۲۰۰۳ کشف شد.